# Mudbound
Mudbound er en amerikansk dramafilm fra 2017, instrueret af Dee Rees. Filmen er baseret på Hillary Jordans debutroman Mississippi, og manuskript er skrevet af Rees og Virgil Williams. Carey Mulligan, Garrett Hedlund, Jason Clarke, Jason Mitchell og Mary J. Blige spiller hovedrollerne.

## Medvirkende
- Carey Mulligan som Laura McAllan
- Garrett Hedlund som Jamie McAllan
- Jason Clarke som Henry McAllan
- Jason Mitchell som Ronsel Jackson
- Mary J. Blige som Florence Jackson
- Jonathan Banks som Pappy McAllan
- Rob Morgan som Hap Jackson
- Kelvin Harrison jr. som Weeks
- Claudio Laniado som Dr. Pearlman
- Kennedy Derosin som Lilly May Jackson